# Eden Hazard
Eden Hazard (pronunciación en francés: /edɛn azaʁ/; La Louvière, Henao, 7 de enero de 1991) es un exfutbolista belga que jugaba como  extremo izquierdo. Tras rescindir su contrato con el  Real Madrid Club de Fútbol, decidió retirarse el 10 de octubre de 2023. Fue considerado como uno de los mejores jugadores del mundo en su etapa en el Chelsea Football Club.
Es conocido por su creatividad, regates, y habilidad técnica y es descrito como un «centrocampista ofensivo explosivo que puede cambiar el juego con un cambio de ritmo o un regate».
También ha sido descrito como un «magnífico pasador» y se ha ganado la aclamación de los críticos por su estilo de juego, ha llevado a la prensa y personalidades vinculadas al deporte a compararlo con jugadores tales como Lionel Messi, Cristiano Ronaldo, Zlatan Ibrahimović, Marco Reus y su excompañero en su etapa por el Madrid Luka Modrić.
Es hijo de una pareja de exfutbolistas y comenzó su carrera jugando para clubes locales como el Royal Stade Brainois y el Tubize. En 2005, se mudó a Francia para unirse al Lille O. S. C., un club de la Ligue 1. Pasó dos años en la academia del club y a los dieciséis años hizo su debut profesional en noviembre de 2007. Hazard se convirtió en parte integral del Lille bajo las órdenes del entrenador Rudi García, acumulando más de ciento cuarenta apariciones. En su primera temporada como titular, ganó el premio al «Mejor Jugador Joven del Año» por la Unión Nacional de Futbolistas Profesionales, convirtiéndose en el primer futbolista extranjero en conseguir el premio. En la temporada 2009-10, nuevamente consiguió el premio, convirtiéndose en el primer jugador en ganarlo en dos ocasiones. También fue incluido en el «Equipo del Año» de la liga francesa. En la temporada 2010-11, fue parte del equipo del Lille que ganó el doblete y, como resultado de su desempeño, fue nombrado como «Jugador del Año en la Ligue 1» por la UNFP, convirtiéndose en el futbolista más joven en conseguir el premio. También fue premiado con el Trofeo Bravo por la revista italiana Guerin Sportivo por su desempeño durante la temporada 2010-11. En junio de 2012, Hazard se desvinculó del club en medio de muchas especulaciones sobre su destino, para luego unirse al Chelsea F. C. de Inglaterra. Desde entonces ha obtenido dos títulos a nivel nacional (una Premier League y una Copa de la Liga) y uno a nivel internacional (una Liga Europa de la UEFA).

## Trayectoria

### Inicios y juventud
Hazard comenzó su carrera futbolística jugando para un club de su ciudad natal, el Royal Stade Brainois de Bélgica, a los 4 años de edad. Durante su tiempo en el club, uno de sus entrenadores lo describió como un futbolista «superdotado». También añadió: «Él sabía todo. No tenía nada que enseñarle». Hazard pasó ocho años en el club antes de unirse al Association Football Clubs Tubize. Durante su permanencia en el club fue descubierto por un ojeador del Lille Olympique Sporting Club durante un torneo local. El posterior informe del reclutador instó a los mandatarios del club francés a una reunión con el padre de Hazard para ofrecerle al joven jugador un contrato.
Los padres de Hazard aceptaron la oferta del Lille con la esperanza de que los centros de entrenamiento en Francia fueran mejores. Su padre admitió después que la decisión de dejar ir a Eden y después a su hermano Thorgan a clubes del Norte de Francia fue la mejor solución, declarando que «ellos seguían muy cerca de casa y, al mismo tiempo, se integraban en lugares en donde podían crecer porque en Bélgica, desafortunadamente, está algo vacío para la formación de los jóvenes».

### Etapa en Lille
Eden Hazard se unió al Lille Olympique Sporting Club en 2005 y pasó dos años de desarrollo en el colegio de deportes local del club, ya que la cantera en Luchin todavía no estaba operativa. El 28 de mayo de 2007, firmó su primer contrato profesional con una duración de tres años. Al comienzo de la temporada 2007-08, a la edad de 16 años, fue promovido al equipo de reservas en el Campeonato Amateur de Francia —la cuarta división dentro del sistema de ligas del país—, labores que compaginaba con el equipo sub-18. Hazard hizo su debut amateur el 1 de septiembre de 2007 frente al histórico Racing Club de France, mientras que su primer partido como titular fue una semana después en la derrota por 1-0 contra la Union sportive de Lesquin.
Tras permanecer jugando para el equipo sub-18, fue convocado por el entrenador Claude Puel para un encuentro amistoso frente a un equipo belga, el Club Brugge, debido a que varios jugadores del primer equipo se encontraban con sus respectivas selecciones nacionales. Entró como sustituto y gracias a su desempeño fue incluido en la convocatoria de liga frente a la Association Sportive Nancy-Lorraine el 24 de noviembre, debutando como profesional a los 78 minutos de encuentro. Después del receso de invierno regresó al primer equipo y tuvo actuaciones frente al Football Club de Metz, el Football Club Sochaux-Montbéliard y el Paris Saint-Germain Football Club. Su primer gol como amateur, con el equipo reserva, se produjo el 17 de mayo de 2008 en la victoria por 3-2 sobre el Amicale Sportive de Vitré. Finalizó su carrera amateur con once partidos y un gol que ayudaron al equipo a finalizar en el quinto lugar, primero entre los equipos de reservas de clubes profesionales que jugaban en el grupo.
Para la temporada 2008-09 fue promovido al primer equipo y tuvo apariciones como sustituto de manera regular, y decisivo en varias ocasiones. Uno de ellos fue frente a la Association de la Jeunesse Auxerroise del 20 de septiembre con su equipo abajo en el marcador por 2-1, cuando en los últimos minutos del partido Hazard recuperó el balón tras un rechace del Auxerre y logró empatar el partido en el minuto 88 tras un buen lanzamiento. Con la confianza del Lille levantada merced al gol, el equipo logró vencer por 3-2 en el tiempo de descuento gracias al gol de Túlio de Melo. Fue su primer gol como profesional y fue además el futbolista más joven en anotar en la historia del Lille. Cuatro días después debutó como titular en la eliminación frente al Montpellier Hérault Sport Club en la Copa de la Liga, mientras que su debut como titular en la liga fue frente a la histórcia Association Sportive de Saint-Étienne Loire. En ese partido, Hazard marcó el primer gol en la victoria de su equipo por 3-0. Debido a sus buenas actuaciones el club le ofreció una extensión en su contrato por tres años, hasta 2012, el cual fue firmado el 18 de diciembre.
Continuó con decisivas actuaciones, como cuando marcó el gol de la victoria frente al F. C. Sochaux-Montbéliard y asistió en el gol ganador contra la Association Sportive de Monaco Football Club en liga, o en los octavos de final de la Copa de Francia cuando anotó el 3-2 definitivo frente los campeones vigentes del Olympique Lyonnais. Finalizó la temporada como uno de los titulares del equipo y ayudó al Lille a terminar en la quinta posición, clasificado para la Liga Europa de la UEFA al tiempo que fue nombrado como el “Jugador Joven del Año” por la Unión Nacional de Futbolistas Profesionales, primer extranjero en obtenerlo. Su reveladora temporada atrajo también el interés de varios clubes para su contratación y la prensa especuló con su salida. Entre los clubes interesados, hubo varios equipos ingleses como Arsenal Football Club, Manchester United Football Club, o Liverpool Football Club, clubes italianos como el Football Club Internazionale, o clubes españoles como Fútbol Club Barcelona y Real Madrid Club de Fútbol. La leyenda del club blanco, Zinedine Zidane, lo recomendó personalmente a este último:

“Es el «crack» del futuro, es muy fuerte técnicamente y muy rápido, muy bueno, y va a serlo aún más. Yo lo llevaría al Real Madrid con los ojos cerrados.”
Zinedine Zidane, marzo de 2010.

#### De revelación a mejor jugador de Francia
Debutó en la nueva temporada frente al Fudbalski klub Sloboda serbio, en la tercera ronda previa de la Liga Europa, su estreno en competición internacional. Anotó el definitivo 2-0 del partido de ida, y en la siguiente ronda frente al Koninklijke Racing Club Genk belga en el partido de vuelta con lo que su equipo accedió a la fase de grupos de la competición. En ella marcó un gol en la importante victoria por 3-0 sobre el Genoa Cricket & Football Club tras recibir el balón en la banda izquierda y evitar hasta seis defensores rivales y definir al borde del área. Mantuvo su alto nivel en el campeonato doméstico con goles y asistencias que establecieron al equipo en puestos de acceso a la Liga de Campeones y el club le extendió su contrato hasta 2014.
Tras superar su equipo los dieciseisavos de final en Europa, el 11 de marzo anotó de falta directa el gol de la victoria por 1-0 sobre el Liverpool Football Club en la ida de los octavos de final, si bien fueron finalmente eliminados tras el 3-0 encajado en Inglaterra.
Recibió el galardón al «Mejor Jugador del Mes», en marzo, tras situarse como segundo mejor asistente del campeonato francés con siete pases de gol, y en abril fue nominado a “Jugador del Año en la Ligue 1” y de nuevo al “Mejor Jugador Joven del Año”, que terminó por lograr y ser el primer jugador en obtener dicho galardón en dos ocasiones. No así el del mejor jugador de la temporada que recayó en el delantero del Olympique Lyonnais Lisandro López.
Su regularidad no se vio truncada hasta el inicio de la temporada 2010-11, cuando fue cuestionado por su entrenador, quien lo relegó al banquillo en un esfuerzo por“permitirle respirar y aprender que sus actuaciones no eran suficientes”. Su situación continuó por un largo período y hasta le afectó en su estado anímico, como así manifestó: “Los primeros dos meses fueron un poco duros. No diría que ya estaba empezando a dudar de mis habilidades, pero definitivamente tuve un momento irregular”. El entrenador de la selección belga, Georges Leekens, cuestionado por dicho episodio dijo que el jugador necesitaba trabajar más duro, tanto física como mentalmente, para recuperar su forma de años anteriores, al tiempo que el asistente Marc Wilmots expresó que a veces mostraba una mentalidad perezosa mientras entrenaba. García calificó los comentarios de Leekens como excesivos y que “Eden sólo tiene 19 años, todavía puede progresar en todas las áreas”, a los que replicó de nuevo Leekens tras el partido contra Kazajistán, en el que dejó a Hazard en la grada, que mantenía sus anteriores declaraciones y que los jugadores deben pensar por el equipo y no por ellos mismos. Tiempo después el mismo Hazard meditó sobre los comentarios de ambos y reflexionó: “Yo aprendí mucho durante estas últimas semanas, mentalmente hablando, y desde entonces las cosas han mejorado. La selección nacional ha tenido un poco que ver con eso. Entiendo mucho de lo que es ser parte de ella”.
Tras el receso internacional, Hazard recuperó su estado de forma y volvió a anotar con regularidad siendo decisivos en encuentros importantes, que permitió al club mantener la racha invicta como local en la liga, y posicionarse en el primer lugar de la clasificación.
Recuperado anímicamente, el 4 de marzo la directiva del Lille agregó un año más a su contrato, hasta 2015, convirtiéndose en el jugador mejor pagado de la Ligue 1 a partir de la temporada 2011-12. En su primer partido tras la noticia, Hazard marcó el primer gol en la victoria del Lille como visitante por 2-1 sontra el Marsella, marcado con un disparo de pierna izquierda a casi 35 metros de distancia y el cual iba a una velocidad de 95 kilómetros por hora. Posteriormente el jugador lo señaló como uno de los mejores goles de su carrera.

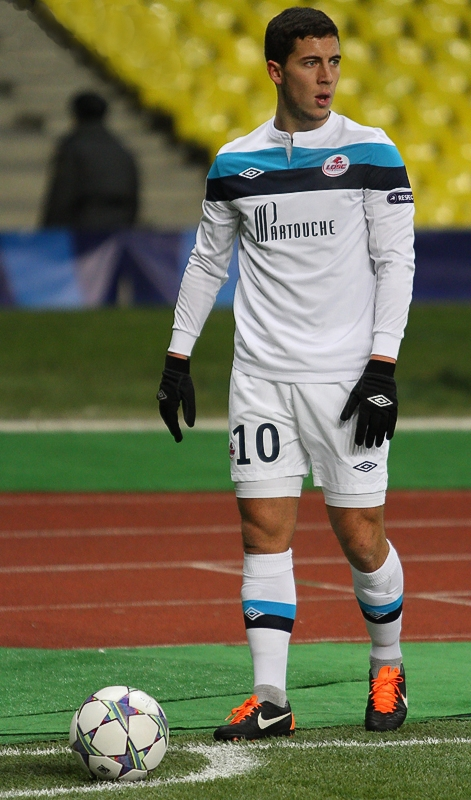
Hazard cobrando un tiro de esquina para el Lille en 2011.

El 2 de abril jugó su partido número cien en la liga con el Lille, marcando el segundo gol en la victoria por 3-0 sobre el Caen, y dicho tanto fue el que igualó su marca personal de goles en una temporada e impulsó al equipo como líder indiscutible a ocho puntos del segundo lugar. Por sus actuaciones durante este período recibió nuevamente el premio al «Mejor Jugador del Mes» por la UNFP, así como ser el mayor partícipe de que el Lille llegase la final de la Copa de Francia, la primera del club en una competición desde 1955. Su buena dinámica les condujo a la victoria ante el Paris Saint-Germain por 1-0, y una semana después conquistaron el título de liga al empatar a 2-2 nuevamente contra el conjunto parisimo, siendo el primer campeonato de liga del club desde que lo ganaran en la temporada 1953-54 y el primer doblete del club desde la temporada 1945-46. Fueron los primeros dos títulos del jugador en su carrera profesional. El resumen personal de la temporada concluyó en una nueva nominación a «Jugador del Año en la Ligue 1» por segunda vez consecutiva, que esta vez sí le concedieron, siendo el futbolista más joven en conseguirlo. También fue premiado con un lugar en el Equipo del Año por segunda temporada consecutiva.
En el inicio de la temporada 2011-12 perdió contra el Marsella en la Supercopa de Francia, donde anotó el segundo gol de su equipo del 5-4 final. Tras mantener sus números en cuanto a goles y asistencias, hizo su debut en la Liga de Campeones en el empate 2-2 contra el P. F. K. CSKA ruso. Su nivel se mantuvo también en la competición europea al tiempo que fue uno de los nominados para estar en el Equipo del Año de la UEFA de la temporada anterior. En el último partido del Lille en la liga antes del receso de invierno, logró igualar su marca personal anotadora en una temporada con el tercer gol de su equipo en el empate 4-4 frente al Niza. Después de marcar, Hazard lo celebró con un tributo a Molami Bokoto, un entrenador de la academia del Lille que había muerto un día antes. A la vuelta del parón inveranl, el Lille fue derrotado 2-0 por el Marsella, sus competidores en la liga, y fue eliminado de ambas competiciones de copa.
El 15 de abril, acumuló 100 partidos consecutivos en la Ligue 1, que hasta la fecha es la racha más larga en la primera división francesa. Ese día, Hazard marcó y asistió un gol en la victoria por 4-1 sobre el Ajaccio. Dos semanas más tarde, en un trascendente encuentro de liga contra el Paris Saint-Germain, Hazard convirtió su noveno penalti de la temporada para empatar el partido a 1-1 y contribuir después en el gol decisivo del Lille tras una asistencia al estilo rabona al delantero Nolan Roux quien convirtió el gol que le dio la victoria por 2-1. Sus actuaciones le llevaron nuevamente, y por tercera temporada consecutiva, a ser nominado al premio al Jugador del Año en la Ligue 1, con el que fue galardonado finalmente por delante de Olivier Giroud y Younès Belhanda. Fue el segundo jugador en la historia en obtenerlo de manera consecutiva, tras el exdelantero del Paris Saint-Germain Pedro Pauleta. También fue incluido en el Equipo del Año por tercera ocasión consecutiva.
El 20 de mayo, Hazard participó en su último encuentro como jugador del Lille, curiosamente frente al Nancy, equipo ante el cual hizo su debut profesional. En ese partido marcó su primer hat-trick como profesional en la victoria de su equipo por 4-1.

### Su consagración en la élite junto al Chelsea F. C.

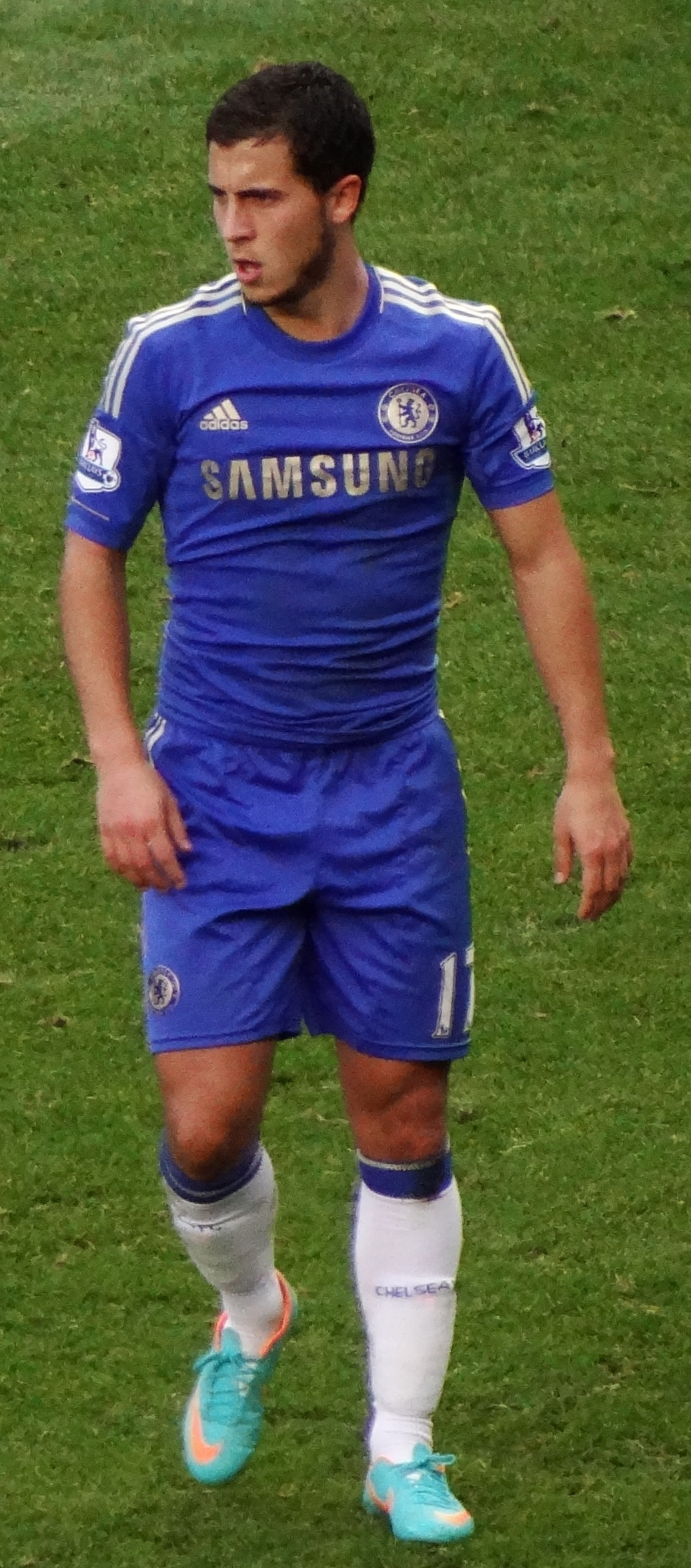
Eden Hazard jugando con el Chelsea.

El 4 de junio de 2012, el Chelsea Football Club confirmó en su sitio web que el club había llegado a un acuerdo con el Lille para la transferencia de Hazard. El centrocampista acordó los términos personales con el club y pasó el examen médico. El monto de la transferencia fue de 32 millones de libras esterlinas.
Tras firmar con el Chelsea, Hazard comentó en el sitio web oficial del club: "Estoy encantado de finalmente llegar aquí. Es un club maravilloso y no puedo esperar para empezar". Hazard recibió el dorsal #17, el cual fue utilizado previamente por José Bosingwa.
El 12 de agosto de 2012, Hazard hizo su debut para el Chelsea en la Community Shield contra el Manchester City, el cual acabó en una derrota por 3-2 en Villa Park. Una semana después, hizo su debut en la liga frente al Wigan Athletic en el DW Stadium. En ese encuentro, Hazard dio una asistencia para que Branislav Ivanović marcara el primero gol y, minutos después, logró conseguir un tiro penal, el cual fue ejecutado por Frank Lampard, consiguiendo la victoria para su equipo por 2-0. Hazard hizo su debut en Stamford Bridge en el siguiente partido del equipo, el cual fue frente al Reading FC el 22 de agosto. Hazard consiguió otro tiro penal, el cual fue nuevamente ejecutado por Lampard, y también asistió en los goles de Gary Cahill y Branislav Ivanović para que el Chelsea lograra llevarse la victoria por 4-2. Tres días después, Hazard anotó su primer gol como jugador del Chelsea en un encuentro de liga ante el Newcastle United, marcando de tiro penal. Chelsea ganó el partido por 2-0.
Hazard hizo su debut en la Liga de Campeones para el Chelsea en el primer partido de la fase de grupos contra la Juventus de Turín. El 6 de octubre, marcó su segundo gol para el Chelsea en la victoria por 4-1 frente al Norwich City. Durante diciembre, Hazard anotó en dos juegos consecutivos, primero en la victoria por 5-1 sobre el Leeds United en la Copa de la Liga y después en la victoria por 8-0
```
contra el 
Aston Villa
 en la liga.
[
111
]
```

En enero de 2013, Hazard marcó un estupendo gol con su pierna izquierda desde una distancia de 23 metros en la victoria por 4-0 sobre el Stoke City, cuando el Chelsea le propinó su primera derrota como local al Stoke. También marcó nuevamente en el siguiente partido, con un impresionante disparo desde el borde del área en el empate a 2-2 contra el Southampton FC.
El 23 de enero de 2013, Hazard fue expulsado durante el partido de vuelta de las semifinales de la Copa de la Liga frente al Swansea City por patear el balón que estaba debajo de un niño recojebalones, quien yacía sobre él con el fin de perder tiempo. Chelsea terminó perdiendo la serie por 2-0 en el global. Después de eso, Hazard le dijo a Chelsea TV que él se disculpó con el chico y el chico también se disculpó con él. El 9 de febrero, Hazard marcó en su regreso luego de ser suspendido, cuando el Chelsea derrotó al Wigan Athletic por 4-1 como local.
El 21 de febrero de 2013, Hazard entró como sustituto frente al Sparta Praga y marcó un gol en tiempo añadido, para de esta forma enviar al Chelsea a octavos de final de la Liga Europa con un marcador global de 2-1. Nuevamente Hazard vino desde la banca para ayudar al Chelsea, marcando un gol y dándole una asistencia a Ramires para de esta forma empatar un marcador adverso de 2-0 y así terminar el partido a 2-2 contra el Manchester United en los cuartos de final de la FA Cup el 10 de marzo. Gracias a este empate, se programó un encuentro de desempate. El 17 de marzo de 2013, Hazard tuvo una actuación destacada en la victoria por 2-0 en Stamford Bridge contra el West Ham United, asistiendo a Frank Lampard en su gol #200 para el club y marcando un gol por su cuenta. El 11 de mayo de 2013 en Villa Park, Hazard asistió los dos goles de Lampard frente al Aston Villa, los cuales le permitieron rebasar el récord de Bobby Tambling como el máximo goleador del Chelsea. Hazard terminó su temporada debut en el Chelsea con 13 goles anotados en las competiciones.
Uno de los primeros partidos del Chelsea en la temporada fue contra el Bayern de Múnich en la Supercopa de Europa, en donde Hazard tuvo un rol vital en la creación del primer gol, además de marcar el segundo gol, aunque el equipo terminaría perdiendo por marcador de 5-4 en penales. En octubre de 2013 Hazard, entrando como sustituto, marcó un gol importante en la victoria del Chelsea en la Premier League por 3-1 en la sobre el Norwich City en Carrow Road, antes de marcar un doblete y asistir en el primer gol de Samuel Eto'o para el Chelsea cuando derrotaron al Cardiff City también en la liga. Hazard marcó su quinto gol de la temporada frente al Schalke 04 en una crucial victoria por 3-0 en la fase de grupos de la Liga de Campeones. En octubre, Hazard fue parte de la lista de 23 futbolistas nominados al FIFA Balón de Oro, premio que se otorga anualmente al mejor jugador de fútbol del mundo.
El 9 de noviembre de 2013, Hazard fue creador del primer gol del Chelsea contra el West Bromwich Albion, el cual fue marcado por Samuel Eto'o. Al transcurrir el partido, el Chelsea iría abajo en el marcador por 2-1, pero Hazard lograría marcar un penal para así lograr sacar un punto para su equipo. El 4 de diciembre de 2013, Hazard marcó un doblete en la victoria por 4-3 sobre el Sunderland AFC, lo cual llevó a su entrenador José Mourinho a decir que Hazard tuvo su mejor desempeño en la temporada. El entrenador del Sunderland, Gustavo Poyet, también elogió a Hazard por su impacto individual en el juego. Poyet dijo: "Eden Hazard estuvo excepcional. Estaba intratable, como entrenador no me he encontrado con alguien así".
El 26 de diciembre de 2013, Hazard marcó el único gol en la victoria del Chelsea por 1-0 ante el Swansea City. En el siguiente encuentro de liga, Hazard marcó un gol desde una distancia de 23 metros durante la victoria del Chelsea por 2-1 contra el Liverpool FC. La siguiente semana, Hazard marcó el primer gol del Chelsea en la victoria por 2-0 sobre el Hull City. Luego de que Hazard mantuviera su excelente forma cuando el Chelsea derrotó por 1-0 al Manchester City en el Estadio Ciudad de Mánchester el 3 de febrero de 2014, Mourinho declaró que Hazard era el mejor jugador joven del mundo. Hazard marcó su primer triplete con el Chelsea frente al Newcastle United en Stamford Bridge el 8 de febrero.
Con el fichaje de Juan Mata por el Manchester United, Eden cambia su dorsal por el "10". El 2 de octubre de 2014, lanzó un penalti ante el Arsenal, después de recibir una falta de Laurent Koscielny, el cual consiguió anotar y hacer que el Chelsea gane por 2-0 al club "gunner". Tras anotar ese penalti, continuó con su racha del 100% de acierto en penaltis, habiendo anotado 16 goles. Al anotar el 15 gol de penalti, se convirtió en el único jugador de Europa que lanza 15 penaltis y los anota.
Sus primeros goles en Liga de Campeones los anota el 21 de octubre, el primero, ante el NK Maribor de penalti, poniendo el 6-0 en el marcador. En la vuelta el 5 de noviembre, lanzó un penalti, pero el portero del equipo esloveno lo detiene. Anotó el primer gol del partido ante el Hull City el 13 de diciembre, siendo el segundo gol de cabeza que ha anotado en su carrera. El cabezazo sorprendió a varios aficionados, incluido a José Mourinho, que dijo: "Cuando anotó en el aire, me sorprendí. Salta mucho pero normalmente cierra los ojos. Entonces estoy sorprendido, pero fue un buen gol".
El 12 de febrero de 2015, renueva por 5 años y medio con el Chelsea. Después de firmar el contrato, dijo: "He firmado un nuevo contrato y estoy feliz de jugar en uno de los mejores equipos del mundo". Jugó el partido completo de la final de la Copa de la Liga ante el Tottenham Hotspur, partido que acabó 2-0 con victoria para los "blues".

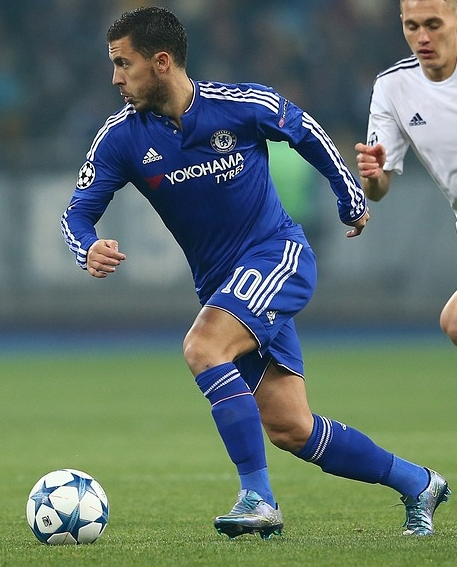
Eden Hazard jugando con «los blues».

El 18 de abril, anotó el único gol del partido ante el Manchester United, después de recibir un pase de tacón de Óscar y anotar ante David de Gea. Fue elegido como el mejor jugador del partido. Debido a su gran estilo de juego, el entrenador del Chelsea, José Mourinho, dijo que era uno de los tres mejores jugadores del mundo. El 26 de abril, es elegido como el mejor jugador de la Premier League, recibiendo el premio PFA al jugador del año. Una semana después, anotó un gol ante el Crystal Palace. Tras ganar ese partido, el Chelsea se proclamó campeón de la Premier League, campeonato que no conquistaban desde 2010. Una semana después recibió el premio al jugador del año del Chelsea por segunda vez consecutiva, algo que consiguieron anteriormente Juan Mata, Frank Lampard, Ray Wilkins y John Hollins.
Hazard empieza la temporada perdiendo la Community Shield 2015 tras perder 1-0 frente al Arsenal. Debutaría en la Premier League en el empate del Chelsea 2-2 frente al Swansea City. Hazard fue acusado por los aficionados del Chelsea por el pobre comienzo de su equipo en liga (8 puntos en 7 partidos) debido a su bajón de rendimiento. Hazard al igual que sus compañeros de equipo Diego Costa, Cesc Fabrégas y Oscar, fue uno de los acusados por la destitución del entrenador del equipo José Mourinho y por su pobre campaña y la de su equipo que se encontraba a 1 punto del descenso. Cuando el entrenador del equipo José Mourinho fue sustituido por el entrenador holandés Guus Hiddink, Hazard se quedó sin puesto en la ofensiva del equipo y se vio relegado al banquillo durante gran parte del resto de la Temporada.
A pesar de anotar sus primeros goles en la FA Cup y en la Premier League y verse a una ligera mejora en la segunda vuelta del campeonato inglés, terminó la temporada sin ningún título al quedar en la décima posición en la Premier League, eliminado en la cuarta ronda de la Copa de la Liga de Inglaterra frente al Stoke City, eliminado en cuartos de final de la FA Cup frente al Everton y quedando eliminado de la Liga de Campeones frente al PSG en octavos de final.
Hazard terminó la temporada con 7 goles y 8 asistencias entre todas las competiciones siendo esta su peor temporada en el Chelsea.
Después de una temporada difícil para el club por éllo, Hazard juega Eurocopa 2016 terminar en mejor forma, Luego realiza la pretemporada con el chelsea de manera satisfactoria. con el nuevo entrenador del chelsea Antonio Conte el 15 de agosto de 2016, en el partido inaugural del Chelsea en la Premier League de la temporada, Hazard anotó un penalti en una victoria por 2-1 sobre el West Ham United. Hazard registró un total de 81 toques durante el juego, y su rendimiento le valió el Hombre del Partido. El 27 de agosto, Hazard contribuyó con otro Man of the Match en la victoria por 3-0 sobre Burnley, anotando el primer juego en el minuto nueve. Después de que la votación terminó el 5 de septiembre, Hazard recibió el mayor número de votos de la encuesta pública, el 41%, para el premio Jugador del Mes de la Premier League, aunque Raheem Sterling fue más tarde nombrada Jugadora del Mes por una Premier League panel.
El 15 de octubre de 2016, Hazard, junto con Diego Costa, dedicaron sus goles a Willian, cuya madre había muerto esa semana, en la victoria por 3-0 sobre el campeón, Leicester City. El 23 de octubre, anotó su cuarto gol de la temporada en una victoria por 4-0 sobre el exentrenador del Chelsea, el Manchester United de José Mourinho, igualando el número de goles de la liga que logró en la temporada anterior. Hazard continuó su excelente forma, anotando el primer gol y ayudando al segundo en la victoria del Chelsea por 2-0 sobre Southampton el 30 de octubre. Esto marcó la primera vez que había anotado en tres partidos consecutivos de la Premier League. Su carrera continuó en el próximo partido, ya que marcó dos goles y ayudó a otro en la victoria del Chelsea por 5-0 ante el Everton en Stamford Bridge el 5 de noviembre. El desempeño de Hazard contra Everton le valió otro premio al hombre del partido, su tercera en fila en la Premier League.El 18 de noviembre de 2016, Hazard fue nombrado Jugador de la Premier League del mes de octubre.
El 26 de diciembre de 2016, Hazard llevó a los Blues a su duodécima victoria consecutiva de la liga, un nuevo récord del club, en la victoria 3-0 sobre Bournemouth. También convirtió una penalización por su 50.º objetivo de la Premier League, convirtiéndolo en el sexto jugador del Chelsea en lograr esta hazaña.
El 20 de abril de 2017, Hazard fue nombrado en el Equipo PFA del Año por cuarta vez en sus cinco temporadas en el Chelsea.Dos días más tarde, anotó después de ser sustituto en la victoria por 4-2 de la FA Cup por el Chelsea en la semifinal contra el rival Tottenham Hotspur en el estadio de Wembley
Eden Hazard terminará la temporada con 16 goles en la Premier League, su mejor total desde su llegada a Inglaterra. Su club ganó ese año la Premier League 2016/17. Hazard fue elegido mejor jugador del club de la temporada por tercera vez en cinco años.

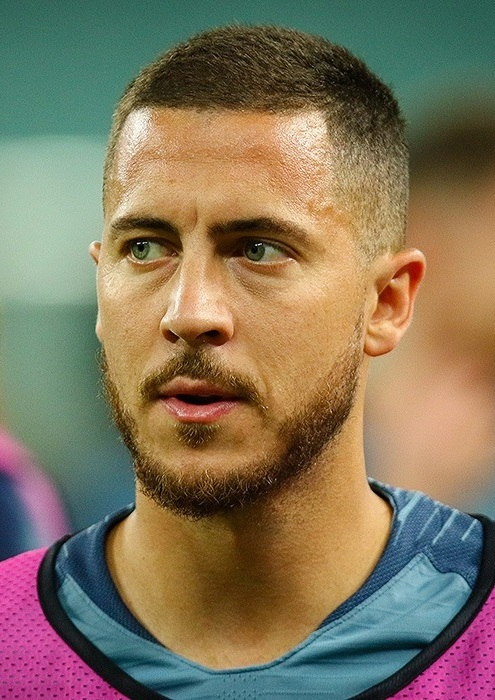
Hazard en la final de la UEFA Europa League 2018-19 en Bakú.

A principios del verano 2017, Hazard sufrió una lesión en el tobillo durante el entrenamiento internacional con una baja estimada de 6 a 8 semanas que le impiden realizar la pretemporada y disputar el primer encuentro de liga. Retornó el 25 de agosto con el equipo sub-23 y tres días después anotó su primer gol de la temporada frente al Bournemouth. Dos goles contra Brighton y Hove Albion el 20 de enero le permitieron alcanzar los 100 goles de liga en su carrera. En la final de la Copa FA de 2018 del 19 de mayo, Hazard anotó el tanto de la victoria frente al Manchester United.
Anotando también en su estreno de la temporada 2018-19 siguió con su buen estado de forma durante la temporada, reflejado en goles y asistencias. El 15 de septiembre, Hazard anotó un triplete en una victoria por 4–1 sobre el Cardiff City, y dio a su equipo una victoria por 2-1 sobre el Liverpool en la tercera ronda de la EFL Cup en Anfield el 26 de septiembre. Fue su sexto gol en siete apariciones. En el siguiente partido, ante el Liverpool en la Premier League, marcó el número siete en ocho partidos. El 16 de diciembre, Hazard anotó y asistió a Pedro para ganar 2–1 al Brighton & Hove Albion en la liga, antes de enviar a Chelsea a las semifinales de la Copa EFL a expensas del Bournemouth tres días después. Marcó dos goles en una victoria por 2-1 en el Boxing Day contra el Watford en Vicarage Road, el primero de los cuales fue su 100.º con el Chelsea y su 150.º gol de clubes de su carrera. El 9 de mayo, Hazard anotó el penalti decisivo en una victoria por 4-3 sobre el Eintracht Frankfurt en Stamford Bridge para clasificar al Chelsea a la final de la Europa League. Su cuenta de 15 asistencias en la Premier League 2018–19 le valieron para recibir el premio Playmaker of the Season de la Premier League. El 29 de mayo, el Chelsea ganó la Liga Europa tras vencer por 4-1 al Arsenal en la final, en la que Hazard anotó dos veces, y también asistió al gol de Pedro. Después del partido, Hazard sugirió que probablemente fue la última vez que jugó para el club.

### Real Madrid C. F.

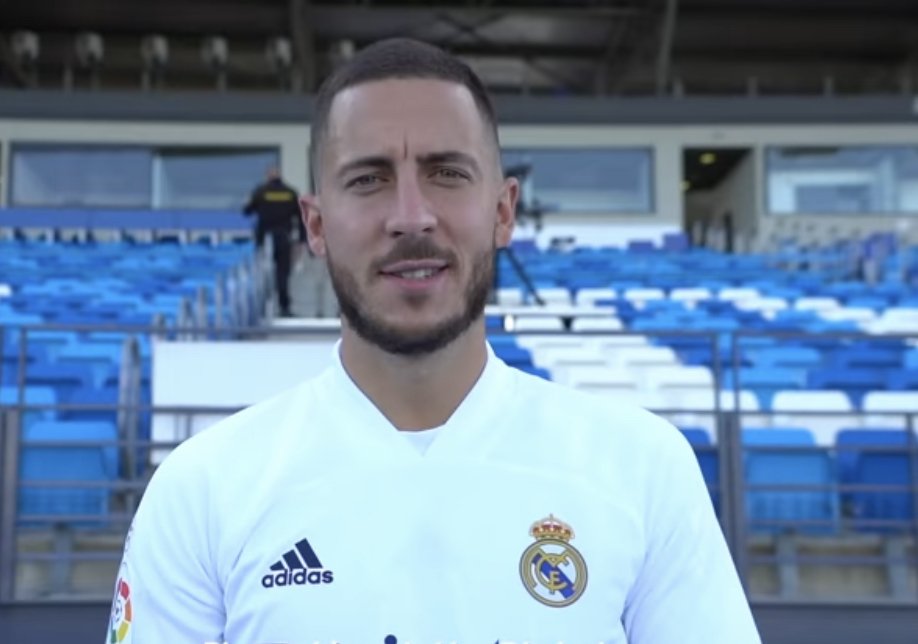
Hazard jugando con el conjunto «merengue» en 2019.

El 7 de junio de 2019, se anunció la contratación de Hazard por el Real Madrid Club de Fútbol para las próximas cinco temporadas. Fue presentado el 13 de junio frente a 50.000 espectadores en el estadio Santiago Bernabéu. Pese a las expectativas de su fichaje, una lesión en la pretemporada que le apartó un mes de la actividad, marcó su irregular inicio con el club. Hizo su debut con el club el 14 de septiembre, tras sustituir a Carlos Casemiro, en la victoria por 3-2 frente al Levante Unión Deportiva, y fue poco a poco sumando minutos tras su recuperación hasta disputar 13 partidos en los que anotó un gol y dio 4 asistencias —solo cinco completos—. Tras dicha sucesión pareció recuperar el nivel de temporadas anteriores hasta ser finalmente referencia del ataque del equipo. Su buen momento se vio truncado en el partido de Liga de Campeones frente al París Saint-Germain Football Club disputado el 26 de noviembre en Madrid, cuando su compañero en la selección y rival en el partido Thomas Meunier realizó una fuerte entrada a Hazard que le microfracturó del tobillo derecho.
Tras un nuevo período de inactividad de más de dos meses, regresó el 16 de febrero frente al Real Club Celta de Vigo, partido que finalizó 2-2 y en el que el belga dio una asistencia y sorprendió por su gran estado de forma. Sin embargo a la jornada siguiente frente al Levante Unión Deportiva en un lance del juego se retiró del partido con molestias y tras un reconocimiento médico se le diagnosticó una fisura en el peroné distal derecho. El tiempo estimado de baja tras una necesaria operación fue de dos a tres meses, por lo que en principio, su primera temporada como madridista terminaría en febrero con apenas quince partidos disputados. Sin embargo, en marzo un brote del coronavirus tipo 2 del síndrome respiratorio agudo grave, una pandemia global vírica que llegó a Europa desde Asia, provocó contagios, fallecimientos y retroceso económico en toda la sociedad. Esto obligó a la cancelación de las competiciones por parte de la UEFA, la RFEF y la La Liga, y no se reanudaron hasta meses después tras una mejoría después de un confinamiento de la población para frenar los contagios. El gobierno decretó así que las competiciones pudieran retomar su actividad sin público en las gradas, por lo que los encuentros se disputaron en el Estadio Alfredo Di Stéfano, estadio del equipo filial en la Ciudad Real Madrid, con el objetivo de avanzar las obras de remodelación en el Estadio Santiago Bernabéu. Ese tiempo permitió la recuperación de Hazard que pudo disputar seis partidos más en los que dio dos asistencias, pero aún con muestras renqueantes en su estado de forma. Pese a ello, el equipo logró ser campeón de liga.
La nueva temporada comenzó con nuevos infortunios, donde nuevas lesiones musculares, unidas a un contagio por covid-19, le apartaron de la actividad prácticamente durante toda la temporada. En ella sólo llegó a disputar siete partidos de manera consecutiva, en la que su tobillo, maltrecho desde la lesión de Meunier, sufrió de manera crónica impidiendo su total recuperación. Finalizó la temporada con veintiún encuentros en los que anotó cuatro goles.
Tras un largo período de recuperación para sanar en profundidad el tobillo, comenzó la temporada 2021-22 con buenas sensaciones. Pese a ello, su rendimiento fue superado nuevamente por el de sus compañeros y sus minutos en el equipo decayeron. El equipo, asentado en el primer puesto del campeonato liguero y clasificado a octavos de final de la Liga de Campeones, tuvo un brote de contagios por COVID-19 que le otorgaron una nueva oportunidad de cara a ser relevante en la temporada.

## Selección nacional

### Categorías inferiores
Hazard ha jugado en varias categorías juveniles de la selección de Bélgica, tales como la sub-17 y la sub-19. Con la sub-17, Hazard era un jugador regular con el equipo, jugando 17 partidos y marcando 4 goles. Con este equipo jugó la Copa Toto, un torneo juvenil que se celebra cada año en Austria, y también participó en el Campeonato Europeo Sub-17 de 2007, el cual se celebró en Bélgica. Durante el torneo, Hazard marcó su único gol cuando abrió el marcador frente a los Países Bajos, convirtiendo un penal en el empate a 2 goles. Este partido fue un momento especial para Hazard, ya que se jugó en Tubize, lugar en donde comenzó su carrera futbolística. A lo largo de la competencia, Hazard impresionó a la prensa y a los entrenadores, lo cual llevó a muchos en Bélgica a compararlo con Enzo Scifo, leyenda del fútbol belga.
Bélgica sufrió la eliminación en las semifinales del torneo, perdiendo frente a España por 7-6 en penales. Bélgica estaba a minutos de llevarse la victoria, gracias a un autogol de David Rochela, el cual fue provocado por Hazard, aunque el delantero del Barcelona, Bojan Krkić, empató el marcador para su selección y así llevar el partido a tiempo extra. Gracias a que terminaron como el tercer lugar de la competencia, Bélgica logró clasificar a la Copa Mundial Sub-17 de 2007, celebrada en Corea del Sur. Hazard fue elegido para participar en el torneo y jugó en los tres partidos de la fase de grupos, aunque Bélgica no lograría superar esta fase.
Después de jugar la Copa Mundial durante agosto y septiembre de 2007, Hazard comenzó a ser llamado a la selección sub-19 en el mes de octubre. Su primera aparición con este equipo fue en un partido de clasificación al Campeonato Europeo Sub-19 de 2008 frente a Rumania, entrando como sustituto en la victoria por 4-0. Posteriormente, jugó en los siguientes dos partidos de la fase de grupos contra Islandia e Inglaterra, aunque Bélgica perdió ambos encuentros. Los malos resultados eliminaron al equipo del torneo. Gracias a que era un jugador menor de edad el año anterior, Hazard pudo ser llamado a la selección Sub-19 para la temporada 2008-09. Debido a que su participación con el Lille iba en aumento, el club solo le dio permiso a Hazard de disputar encuentros de clasificación al Campeonato Europeo Sub-19 de 2009 y, como resultado, se perdió la edición 2008 de la Copa Milk, la cual se celebró durante la pretemporada del Lille.
El 7 de octubre de 2008, Hazard marcó su primer gol con la sub-19 en la victoria del equipo por 5-0 sobre Estonia. Tres días después, marcó un doblete en el empate a 2-2 contra Croacia. En la segunda ronda de clasificación al Campeonato Europeo Sub-19 de 2009, Hazard lideró en goles al equipo, marcando tres tantos. En el partido de apertura frente a Irlanda, Hazard marcó el único gol del partido en la victoria por 1-0. En el siguiente encuentro contra Suecia, Hazard marcó el tercer gol y asistió otros dos en la victoria por 5-0. En el último partido del grupo, Bélgica necesitaba una victoria para poder clasificar al torneo, pero fueron eliminados después de empatar a 1-1 contra Suiza, a pesar de que Hazard marcó un tiro penal al minuto 21 para empatar el marcador.

### Absoluta
A pesar de que Hazard seguía siendo elegible para representar a Bélgica en categorías juveniles, el 18 de noviembre de 2008, fue llamado por el entrenador René Vandereycken a la selección mayor por primera vez en su carrera, para un partido contra Luxemburgo. Antes de hacer su debut internacional con Bélgica, Hazard fue cortejado por oficiales de la Federación Francesa de Fútbol, quienes querían que el jugador representara a la Selección de Francia debido a que ya cumplía los requisitos para obtener la nacionalidad francesa. Hazard rechazó la oferta y más tarde declaró: "A causa de mi presencia en Francia durante siete años, me siento 99% belga y 1% francés, pero la idea de una nacionalidad francesa nunca cruzó por mi cabeza".
Hazard hizo su tan anticipado debut para Bélgica en el partido contra Luxemburgo, entrando de cambio al minuto 67 por Wesley Sonck. En su debut, Hazard se convirtió en el octavo jugador más joven en la historia de la selección belga, jugando con tan solo 17 años y 316 días de edad. El 12 de agosto de 2009, luego de tres apariciones consecutivas como sustituto con el equipo, Hazard jugó su primer partido como titular bajo las órdenes del entrenador Franky Vercauteren en la derrota por 3-1 contra la República Checa en un juego amistoso. Después de la renuncia de Vercauteren, Dick Advocaat tomó el puesto de entrenador. Bajo las órdenes de Advocaat, Hazard se convirtió en titular habitual en el equipo y, el 14 de noviembre de 2009, jugó su primer partido completo con la selección. En ese partido, el cual se jugó contra Hungría, Hazard asistió dos goles en la victoria por 3-0.
Advocaat fue reemplazado como entrenador en mayo de 2010 por Georges Leekens. Después de jugar como titular en los tres primeros juegos de Leekens luego de su nombramiento, Hazard comenzó a jugar como sustituto para Bélgica durante la temporada 2010-11. Leekens justificó el poner a Hazard en la banca citando sus actuaciones en la liga francesa, las cuales eran abrumadoras en ese entonces, mientras admitía que Hazard mostraba una falta de deseo en los entrenamientos con la selección y a menudo descuidaba sus tareas ofensivas durante encuentros internacionales. Después de entrar de cambio en dos partidos consecutivos, Hazard regresó a la alineación titular en noviembre de 2010 en un encuentro amistoso contra Rusia. En ese partido, el cual ganó Bélgica por 2-0, Hazard asistió el primer gol del equipo, anotado por Romelu Lukaku.
Después de jugar como titular en el empate del equipo por 1-1 contra Finlandia en febrero de 2011, Hazard fue enviado nuevamente a la banca para los importantes encuentros de clasificación a la Eurocopa 2012, ya que Leekens prefería a Nacer Chadli y Moussa Dembélé en lugar de Hazard. En el partido del 29 de marzo contra Azerbaiyán, Hazard entró de cambio al segundo tiempo y asistió en el último gol del equipo en la victoria por 4-1. Después de algunos partidos, la prensa francesa comenzó a cuestionarse el por qué Hazard tenía problemas para ser apreciado en su país, mientras que en Francia era alabado. Marc Wilmots, asistente del equipo nacional, respondió a los reportes de la prensa, declarando: "Algunas personas solamente ven las cualidades de Hazard" y "la prensa francesa a veces es cegada por sus momentos mágicos".

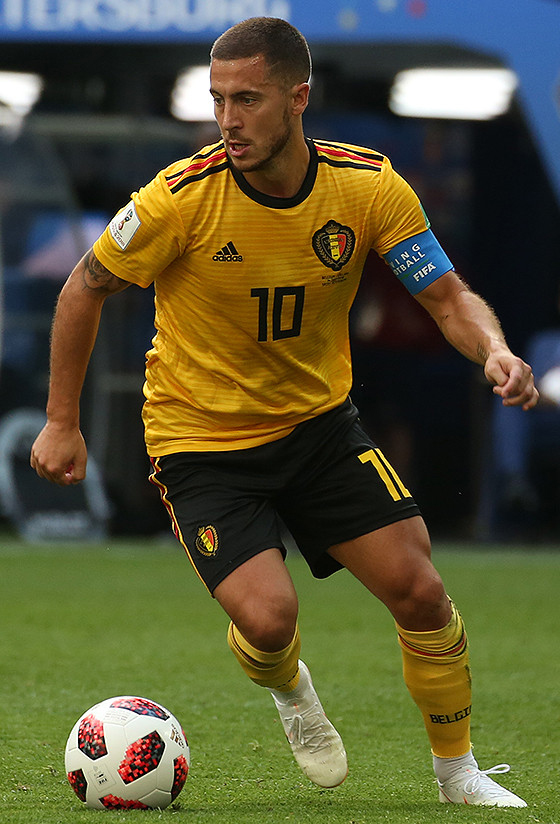
Como capitán de en el Mundial 2018, Hazard lideró a su nación al tercer lugar, el mejor resultado en su historia.

En el partido de Bélgica contra Turquía el 3 de junio de 2011, Hazard jugó como titular, aunque fue sustituido luego de 60 minutos. Decepcionado por su desempeño y por la sustitución, el jugador se retiró a los vestidores y luego fue visto en televisión afuera del estadio comiendo una hamburguesa con su familia mientras el partido seguía en marcha. Después del suceso, el cual fue conocido como el Burgergate en Bélgica, Hazard se disculpó por su comportamiento, mientras que Leekens atribuyó la respuesta de Hazard a su sustitución como "un jugador joven cometiendo un error".
El 4 de agosto, Leekens informó que Hazard sería castigado por sus acciones durante el partido contra Turquía y, como resultado, se perdería el partido del 10 de agosto contra Eslovenia, así como también el partido de clasificación a la Eurocopa contra Azerbaiyán el 2 de septiembre y el juego amistoso contra Estados Unidos cuatro días después. El 9 de agosto, el grupo representante de Hazard emitió un comunicado a la prensa belga. El comunicado detallaba las acciones de Hazard durante el partido contra Turquía y criticaba la suspensión de tres partidos, así como cuestionar las constantes críticas de Leekens hacia Hazard. El 25 de agosto, se anunció que Leekens había levantado la suspensión a Hazard y el jugador posteriormente fue llamado al equipo para los partidos a disputarse en septiembre. Leekens decidió levantar la suspensión luego de tener una reunión con Hazard, la cual fue programada por el agente del jugador.
El 7 de octubre de 2011, casi tres años después de su debut, Hazard marcó su primer gol internacional contra Kazajistán en la victoria por 4-1. La victoria puso a Bélgica en la segunda posición del grupo en la clasificación a la Eurocopa 2012, necesitando una victoria contra Alemania el 11 de octubre para garantizar un lugar en el torneo. En el partido contra Alemania, Hazard jugó todo el encuentro, aunque Bélgica no pudo obtener el resultado y quedó fuera de la competición, perdiendo por 3-1 en Düsseldorf.
El 13 de mayo de 2014 el entrenador de la selección belga, Marc Wilmots, incluyó a Hazard en la lista preliminar de 24 jugadores convocados, cuatro de ellos guardametas, que iniciarán la preparación para la Copa Mundial de Fútbol de 2014. El 25 de mayo le fue asignado el número 10 para el torneo.
El 4 de junio de 2018, el seleccionador Roberto Martínez lo incluyó en la lista de 23 para el Mundial de Rusia. Allí cumplió un destacadísimo papel, conformando con Romelu Lukaku y Kevin De Bruyne una delantera temible con resonantes victorias. Lamentablemente, la escuadra belga no alcanzó más que el tercer puesto (Hazard marcó el segundo y último gol belga en el partido contra Inglaterra) pero se llevó todos los elogios de la prensa mundial.
Días después qué la Selección de fútbol de Bélgica fuera eliminada de Copa Mundial de Catar 2022 Edén comunica que se retira de la Selección siendo el capitán. En el Copa Mundial de Fútbol de 2018 alcanzó la medalla de bronce. Concluyó su carrera como internacional absoluto con un total de 126 partidos jugados y 33 goles desde su debut en el 2008. Su retiro se da el 7 de diciembre de 2022. Comunicándolo la cuenta oficial de Twitter de la selección.

## Estilo de juego
Jugaba principalmente como centrocampista ofensivo o extremo izquierdo y ha sido descrito como "posiblemente el talento excepcional en Europa en este momento". En el Lille bajo las órdenes del entrenador Rudi García, a menudo jugaba como extremo en una formación 4-3-3 y regularmente cambiaba de banda, ya que puede jugar con ambos pies. Luego de la salida de jugadores como Yohan Cabaye y Gervinho en 2011, durante la temporada 2011-12, García puso a Hazard a jugar como mediapunta, aunque también se le permitía regresar a su posición de extremo si era necesario. Dos de los rasgos ejemplares más comunes de Hazard son su ritmo y su capacidad técnica, que han sido descritos como "sorprendente" y "fascinante", respectivamente.
El excompañero de Hazard y actual capitán del Lille, Rio Mavuba, lo describió como "un gran jugador con un inmenso talento. Puede que no sea muy alto, pero es muy rápido. También es muy difícil quitarle el balón y su definición es de primera clase". El ritmo de Hazard, junto con su definición y su habilidad para proteger el balón llevaron a su exentrenador, Claude Puel, a apodarlo como el "Pequeño Messi", en referencia a la estrella del FC Barcelona. La opinión de Puel sobre Hazard ha sido respaldada por el exentrenador del Olympique de Marsella, Rolland Courbis, quien comentó: "A veces yo lo veo como Lionel Messi por la banda derecha". El estilo de juego "talentoso y astuto" de Hazard ha sido descrito como similar al de la estrella del Real Madrid, Cristiano Ronaldo, una comparación que luego sería repetida por el ex internacional francés, Christophe Dugarry. Su visión, descrito como el rasgo que más ha mejorado, le ha permitido desarrollarse como un gran pasador, lo cual compensa su baja cuota en goles.

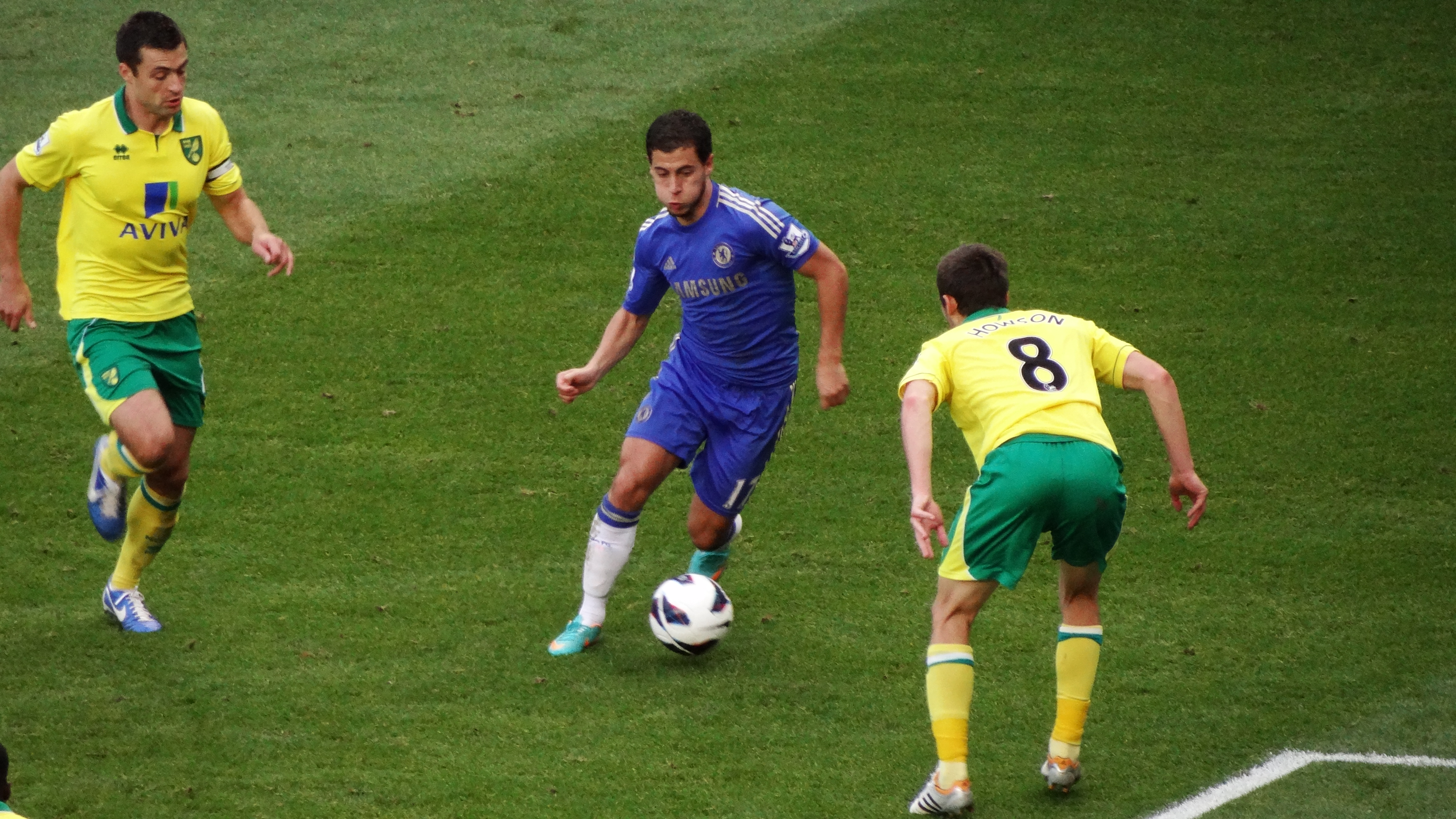
Hazard enfrentándose a dos defensores del Norwich City.

En Bélgica, el talento de Hazard y su similar ascenso lo han llevado a comparaciones con el ex internacional belga Enzo Scifo. Ambos jugadores nacieron en la misma ciudad y el mismo Scifo pasó un tiempo con Hazard mientras ambos estaban en el Tubize, diciendo: "He entrenado en el Tubize. Durante la semana, yo me hacía cargo de los jóvenes al menos una vez y Eden, en aquellos días, cuando lo vi supe que tenía su futuro asegurado".
Sin embargo, a pesar de opiniones positivas, Hazard también ha soportado duras críticas. El exentrenador de la selección belga y mentor, Dick Advocaat, estaba de acuerdo en que Hazard tiene todo para ser un jugador de clase mundial, pero afirma que le falta carisma: "Le he dicho que necesita más carisma. Él tiene talento, pero no puede ser visto nada más por eso toda la vida". En 2010, otro exentrenador de Bélgica, Georges Leekens, cuestionó el ritmo de trabajo de Hazard. El director de la academia del Lille, Jean-Michel Vandamme, contradijo las críticas de ambos entrenadores al alegar que Hazard simplemente posee una honestidad intelectual que está fuera de lo ordinario y que no se espera ver en los futbolistas de hoy, declarando: "Él es un verdadero competidor, ni un tramposo ni caprichoso, porque no lo oyes quejarse cuando recibe una falta".

## Estadísticas

### Clubes
Actualizado al último partido disputado el 13 de mayo de 2023.
| Club                       | Div.          | Temporada     | Liga  | Liga  | Liga   | Copas nacionales | Copas nacionales | Copas nacionales | Copas internacionales | Copas internacionales | Copas internacionales | Total | Total | Total  |
| Club                       | Div.          | Temporada     | Part. | Goles | Asist. | Part.            | Goles            | Asist.           | Part.                 | Goles                 | Asist.                | Part. | Goles | Asist. |
| -------------------------- | ------------- | ------------- | ----- | ----- | ------ | ---------------- | ---------------- | ---------------- | --------------------- | --------------------- | --------------------- | ----- | ----- | ------ |
| Lille O. S. C. Francia     | 1.ª           | 2007-08       | 4     | 0     | 0      | 0                | 0                | 0                | —                     | —                     | —                     | 4     | 0     | 0      |
| Lille O. S. C. Francia     | 1.ª           | 2008-09       | 30    | 4     | 2      | 5                | 2                | 2                | —                     | —                     | —                     | 35    | 6     | 4      |
| Lille O. S. C. Francia     | 1.ª           | 2009-10       | 37    | 5     | 10     | 3                | 1                | 0                | 12                    | 4                     | 3                     | 52    | 10    | 13     |
| Lille O. S. C. Francia     | 1.ª           | 2010-11       | 38    | 7     | 11     | 7                | 5                | 1                | 9                     | 0                     | 2                     | 54    | 12    | 14     |
| Lille O. S. C. Francia     | 1.ª           | 2011-12       | 38    | 20    | 18     | 5                | 2                | 2                | 6                     | 0                     | 2                     | 49    | 22    | 22     |
| Lille O. S. C. Francia     | Total club    | Total club    | 147   | 36    | 41     | 20               | 10               | 5                | 27                    | 4                     | 7                     | 194   | 50    | 53     |
| Chelsea F. C. Inglaterra   | 1.ª           | 2012-13       | 34    | 9     | 11     | 12               | 3                | 4                | 16                    | 1                     | 6                     | 62    | 13    | 21     |
| Chelsea F. C. Inglaterra   | 1.ª           | 2013-14       | 35    | 14    | 7      | 4                | 0                | 1                | 10                    | 3                     | 0                     | 49    | 17    | 8      |
| Chelsea F. C. Inglaterra   | 1.ª           | 2014-15       | 38    | 14    | 9      | 7                | 2                | 0                | 7                     | 3                     | 3                     | 52    | 19    | 12     |
| Chelsea F. C. Inglaterra   | 1.ª           | 2015-16       | 31    | 4     | 3      | 4                | 2                | 3                | 8                     | 0                     | 1                     | 43    | 6     | 7      |
| Chelsea F. C. Inglaterra   | 1.ª           | 2016-17       | 36    | 16    | 5      | 7                | 1                | 2                | —                     | —                     | —                     | 43    | 17    | 7      |
| Chelsea F. C. Inglaterra   | 1.ª           | 2017-18       | 34    | 12    | 4      | 9                | 2                | 5                | 8                     | 3                     | 4                     | 51    | 17    | 13     |
| Chelsea F. C. Inglaterra   | 1.ª           | 2018-19       | 37    | 16    | 15     | 7                | 3                | 0                | 8                     | 2                     | 2                     | 52    | 21    | 17     |
| Chelsea F. C. Inglaterra   | Total club    | Total club    | 245   | 85    | 54     | 50               | 13               | 15               | 57                    | 12                    | 16                    | 352   | 110   | 85     |
| Real Madrid C. F. · España | 1.ª           | 2019-20       | 16    | 1     | 3      | 0                | 0                | 0                | 6                     | 0                     | 1                     | 22    | 1     | 4      |
| Real Madrid C. F. · España | 1.ª           | 2020-21       | 14    | 3     | 2      | 2                | 0                | 0                | 5                     | 1                     | 0                     | 21    | 4     | 2      |
| Real Madrid C. F. · España | 1.ª           | 2021-22       | 18    | 0     | 1      | 2                | 1                | 1                | 3                     | 0                     | 0                     | 23    | 1     | 2      |
| Real Madrid C. F. · España | 1.ª           | 2022-23       | 6     | 0     | 1      | 1                | 0                | 0                | 3                     | 1                     | 0                     | 10    | 1     | 1      |
| Real Madrid C. F. · España | Total club    | Total club    | 54    | 4     | 7      | 5                | 1                | 1                | 17                    | 2                     | 1                     | 76    | 7     | 9      |
| Total carrera              | Total carrera | Total carrera | 446   | 125   | 102    | 75               | 24               | 21               | 101                   | 18                    | 24                    | 622   | 167   | 147    |
| 1. 2. 3.                   |               |               |       |       |        |                  |                  |                  |                       |                       |                       |       |       |        |

### Selecciones
Actualizado al último partido jugado el 1 de diciembre de 2022.
| Selección | Año   | Amistosos | Amistosos | Amistosos | Eliminatorias | Eliminatorias | Eliminatorias | Continental | Continental | Continental | Mundial     | Mundial     | Mundial | Total | Total | Total  |
| Selección | Año   | Part.     | Goles     | Asist.    | Part.         | Goles         | Asist.        | Part.       | Goles       | Asist.      | Part.       | Goles       | Asist.  | Part. | Goles | Asist. |
| Bélgica   |       |           |           |           |               |               |               |             |             |             |             |             |         |       |       |        |
| 2008      | 1     | —         | —         | —         | —             | —             | —             | —           | —           | Inexistente | Inexistente | Inexistente | 1       | 0     | 0     |        |
| 2009      | 4     | —         | 3         | 5         | —             | —             | Inexistente   | Inexistente | Inexistente | Inexistente | Inexistente | Inexistente | 9       | 0     | 3     |        |
| 2010      | 4     | —         | 2         | 3         | —             | 1             | Inexistente   | Inexistente | Inexistente | —           | —           | —           | 7       | 0     | 3     |        |
| 2011      | 3     | —         | —         | 5         | 1             | 2             | Inexistente   | Inexistente | Inexistente | Inexistente | Inexistente | Inexistente | 8       | 1     | 2     |        |
| 2012      | 4     | 1         | —         | 4         | —             | 1             | —             | —           | —           | Inexistente | Inexistente | Inexistente | 8       | 1     | 1     |        |
| 2013      | 4     | 1         | —         | 5         | 2             | —             | Inexistente   | Inexistente | Inexistente | Inexistente | Inexistente | Inexistente | 9       | 3     | 0     |        |
| 2014      | 5     | 1         | —         | 2         | —             | —             | Inexistente   | Inexistente | Inexistente | 5           | —           | 2           | 12      | 1     | 2     |        |
| 2015      | 2     | 1         | —         | 7         | 5             | 1             | Inexistente   | Inexistente | Inexistente | Inexistente | Inexistente | Inexistente | 9       | 6     | 1     |        |
| 2016      | 5     | 1         | —         | 4         | 3             | 3             | 5             | 1           | 4           | Inexistente | Inexistente | Inexistente | 14      | 5     | 7     |        |
| 2017      | 1     | 1         | —         | 4         | 3             | 2             | Inexistente   | Inexistente | Inexistente | Inexistente | Inexistente | Inexistente | 5       | 4     | 2     |        |
| 2018      | 6     | 2         | 3         | —         | —             | —             | 4             | 1           | —           | 6           | 3           | 2           | 16      | 6     | 5     |        |
| 2019      | —     | —         | —         | 8         | 5             | 7             | Inexistente   | Inexistente | Inexistente | Inexistente | Inexistente | Inexistente | 8       | 5     | 7     |        |
| 2020      | —     | —         | —         | —         | —             | —             | Aplazada      | Aplazada    | Aplazada    | Inexistente | Inexistente | Inexistente | 0       | 0     | 0     |        |
| 2021      | 1     | —         | —         | 4         | 1             | 1             | 5             | —           | 1           | Inexistente | Inexistente | Inexistente | 10      | 1     | 2     |        |
| 2022      | 1     | —         | —         | —         | —             | —             | 6             | —           | 1           | 3           | —           | —           | 10      | 0     | 1     |        |
| Total     | Total | 41        | 8         | 8         | 51            | 20            | 18            | 20          | 2           | 6           | 14          | 3           | 4       | 126   | 33    | 36     |
| 1.        |       |           |           |           |               |               |               |             |             |             |             |             |         |       |       |        |

#### Participaciones en fases finales
| Torneo                   | Categoría | Sede          | Resultado        | Partidos | Goles | Asist. |
| ------------------------ | --------- | ------------- | ---------------- | -------- | ----- | ------ |
| Eurocopa sub-17 2007     | Sub-17    | Bélgica       | Semifinal        | 4        | 1     | 3      |
| Copa Mundial sub-17 2007 | Sub-17    | Corea del Sur | Primera fase     | 3        | 0     | 2      |
| Copa del Mundo 2014      | Absoluta  | Brasil        | Cuartos de final | 5        | 0     | 2      |
| Eurocopa 2016            | Absoluta  | Francia       | Cuartos de final | 5        | 1     | 4      |
| Copa del Mundo 2018      | Absoluta  | Rusia         | Tercer puesto    | 6        | 3     | 2      |
| Eurocopa 2020            | Absoluta  | Europa        | Cuartos de final | 4        | 0     | 1      |
| Liga de Naciones 2021    | Absoluta  | Italia        | Cuarto puesto    | 1        | 0     | 0      |
| Copa del Mundo 2022      | Absoluta  | Catar         | Fase de grupos   | 3        | 0     | 0      |
| Total                    |           |               |                  | 31       | 5     | 14     |

### Hat-tricks
Partidos en los que anotó tres o más goles:
| 1 | 25 de mayo de 2012       | Lille - Nancy-lorraine        |  | 4 - 1 | Ligue 1 2011-12        |
| 2 | 8 de febrero de 2014     | Chelsea FC - Newcastle United |  | 3 - 0 | Premier League 2013-14 |
| 3 | 15 de septiembre de 2018 | Chelsea FC - Cardiff City     |  | 4 - 1 | Premier League 2018-19 |

## Palmarés

### Títulos nacionales
| Título              | Club              | Año  |
| ------------------- | ----------------- | ---- |
| Copa de Francia     | Lille O. S. C.    | 2011 |
| Ligue 1             | Lille O. S. C.    | 2011 |
| League Cup          | Chelsea F. C.     | 2015 |
| Premier League      | Chelsea F. C.     | 2015 |
| Premier League      | Chelsea F. C.     | 2017 |
| FA Cup              | Chelsea F. C.     | 2018 |
| Supercopa de España | Real Madrid C. F. | 2020 |
| Liga de España      | Real Madrid C. F. | 2020 |
| Supercopa de España | Real Madrid C. F. | 2022 |
| Liga de España      | Real Madrid C. F. | 2022 |
| Copa del Rey        | Real Madrid C. F. | 2023 |

### Títulos internacionales
| Título                       | Equipo            | Sede      | Año  |
| ---------------------------- | ----------------- | --------- | ---- |
| Liga Europa de la UEFA       | Chelsea F. C.     | Ámsterdam | 2013 |
| Liga Europa de la UEFA       | Chelsea F. C.     | Bakú      | 2019 |
| Liga de Campeones de la UEFA | Real Madrid C. F. | París     | 2022 |
| Supercopa de Europa          | Real Madrid C. F. | Helsinki  | 2022 |
| Mundial de Clubes            | Real Madrid C. F. | Rabat     | 2022 |

### Distinciones individuales
| Distinción                                               | Año                                     |
| -------------------------------------------------------- | --------------------------------------- |
| Mejor Jugador Joven del Año por la UNFP                  | 2009, 2010                              |
| Jugador del mes de la Ligue 1                            | 2010, 2011, 2012 (x2)                   |
| Incluido en el Equipo del Año en la Ligue 1              | 2010, 2011, 2012                        |
| Trofeo Bravo                                             | 2011                                    |
| Jugador del Año en la Ligue 1                            | 2011, 2012                              |
| Máximo asistente de la Ligue 1                           | 2012                                    |
| Nominado al FIFA/FIFPro World XI                         | 2012, 2014, 2015, 2016, 2017            |
| Máximo asistente de la Premier League                    | 2013                                    |
| Nominado al FIFA Balón de Oro                            | 2013, 2014, 2015, 2017, 2018, 2019      |
| Equipo del año PFA                                       | 2013, 2014, 2015, 2017                  |
| Premio PFA al jugador joven del año                      | 2014                                    |
| MVP vs. Rusia en la Copa Mundial de Fútbol 2014          | 2014                                    |
| Jugador del año del Chelsea F.C.                         | 2014, 2015, 2017                        |
| Premio PFA al jugador del año                            | 2015                                    |
| Premio FWA al futbolista del año                         | 2015                                    |
| Mejor jugador por jugadores del Chelsea F.C.             | 2015                                    |
| Mejor jugador por jugadores de la Premier League         | 2015                                    |
| Candidato a Premio UEFA al Mejor Jugador en Europa       | 2015                                    |
| Equipo del Año de la ESM                                 | 2015                                    |
| Mejor gol del año en el Chelsea F.C.                     | 2015-16, 2016-17                        |
| MVP vs. Suecia en la Eurocopa 2016                       | 2016                                    |
| MVP vs. Hungría en la Eurocopa 2016                      | 2016                                    |
| Máximo asistente de la Eurocopa                          | 2016                                    |
| Jugador del mes de la Premier League                     | 2016-17 (octubre), 2017-18 (septiembre) |
| Gol del mes de febrero en la temporada 2016-17           | 2017                                    |
| Candidato al The Best FIFA                               | 2017                                    |
| Miembro del Once del año de la UEFA                      | 2017                                    |
| MVP contra Túnez en la Copa Mundial de Fútbol 2018.      | 2018                                    |
| MVP contra Japón en la Copa Mundial de Fútbol 2018.      | 2018                                    |
| MVP contra Inglaterra en la Copa Mundial de Fútbol 2018. | 2018                                    |
| Balón de Plata de la Copa Mundial de Fútbol              | 2018                                    |
| XI Mundial FIFA/FIFPro                                   | 2018, 2019                              |
| Jugador del año de la Liga Europa                        | 2018-19                                 |
| Mejor creador de juego de la Premier League              | 2019                                    |

## Vida privada

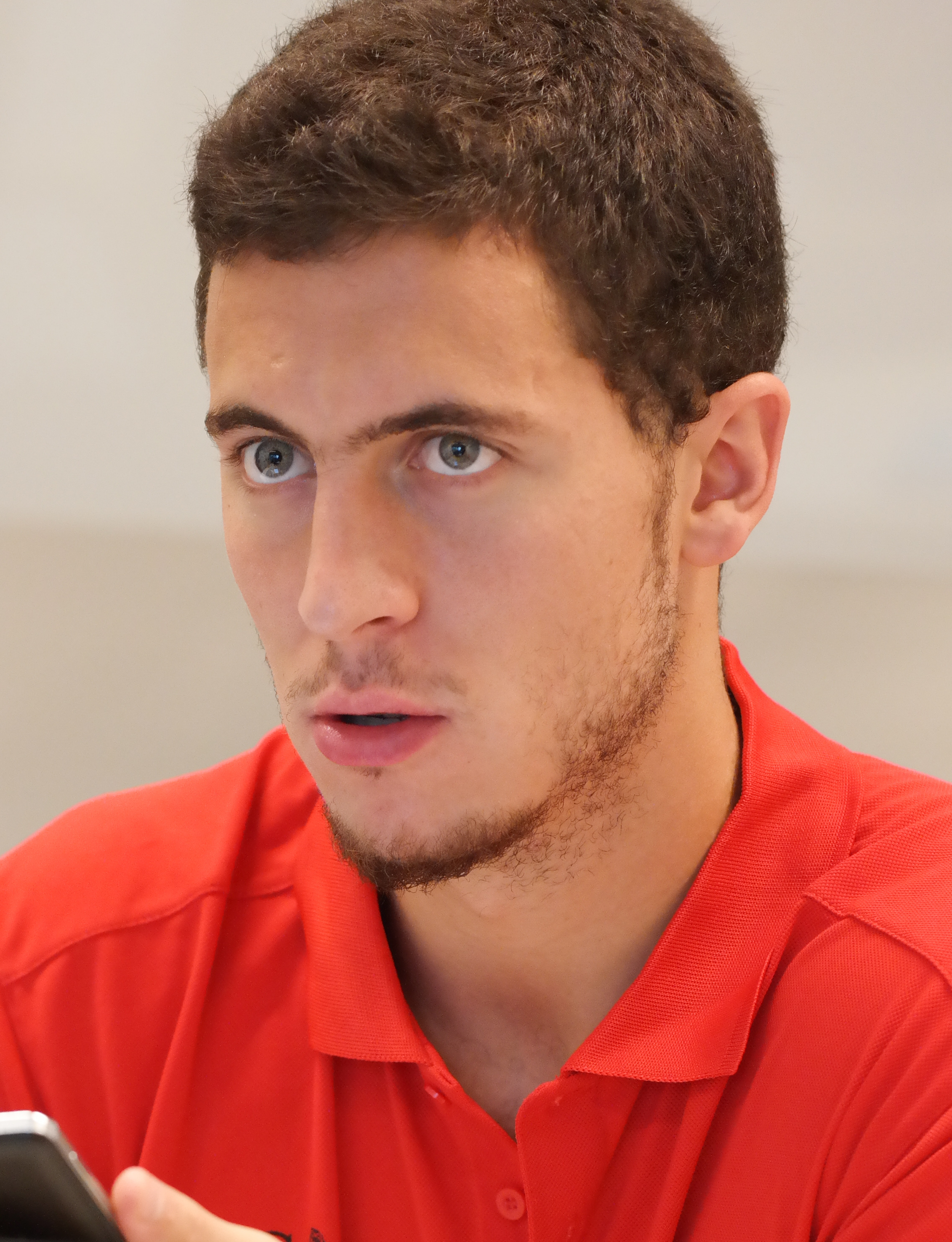
Hazard en una visita con la selección belga a la Samsung Showroom.

Nació en La Louvière y creció en Braine-le-Comte. Su madre Carine y su padre Thierry fueron futbolistas. Su padre pasó la mayor parte de su carrera jugando a nivel semiprofesional con el Louviéroise en la Segunda División de Bélgica. Thierry jugaba principalmente como centrocampista defensivo. Su madre jugó como delantera en la Primera División Femenina de Bélgica y dejó las canchas a los tres meses de estar embarazada de Eden. Después de ser futbolistas, ambos padres decidieron retirarse para volverse profesores de deporte. Thierry se retiró de dicha profesión en 2009 para dedicar más tiempo a sus hijos.
Es el mayor de cuatro hermanos. De sus tres hermanos menores, todos juegan al fútbol, incluyendo su hermano Thorgan, quien se unió al Chelsea FC en 2012 y quien previamente había progresado a través de las diferentes categorías juveniles del Lens, acérrimo rival del Lille. Los otros dos hermanos de Eden son Kylian y Ethan. En julio de 2013, Kylian se unió al White Star Bruxelles, mientras que Ethan sigue jugando en las categorías juveniles del Tubize, club en donde Eden comenzó su carrera.
Él y sus tres hermanos fueron criados en un ambiente cómodo con padres que les proveían de todo lo que necesitaran para sobresalir. La familia vivía «a no más de tres metros» de un campo de fútbol, al cual los hermanos a menudo se aventuraban a través de un agujero para pulir y desarrollar sus habilidades. Se conoció con Natacha Van Honacker en la escuela, cuando ellos tenían catorce años, personas cercanos a ellos afirman que desde que se conocieron había una complicidad muy grande entre ellos, Natacha siempre ha apoyado los proyectos de Eden. Se casaron el 26 de abril de 2012 en Écaussines (el pueblo de Natacha), cuando su primer hijo Yannis tenía 2 años. Viven en Madrid con sus cinco hijos, tanto Eden como Natacha son muy privados de su vida personal. A Natacha no le gusta ser una persona pública.
Está casado con Natacha, con quien tiene cinco hijos: Yannis (19 de diciembre de 2010), Leo (30 de enero de 2013), Samy (26 de septiembre de 2015), Santi (19 de octubre de 2019) y ? Hazard (febrero de 2022).